# Herdade da Açafa
A Herdade da Açafa ou simplesmente Açafa era uma grande herdade que se situava em terras da actual Beira Baixa, junto à raia sul de Portugal que naquela época era delimitada pelo rio Tejo.

## História
No ano de 1190 os muçulmanos iniciaram uma contra-ofensiva que colocou em causa todo o esforço até então desenvolvido pela cristandade. A fronteira portuguesa regrediu até ao rio Tejo (já se encontrava pelo Algarve) e D. Sancho I, que viu tão facilmente ameaçado o seu reino e temendo que os muculmanos renovassem as suas iniciativas, decidiu reforçar e prolongar a acção que o seu pai iniciara  na Beira Baixa e povoar a região, consolidando a fronteira do Tejo para o apoio de novas empresas a sul. 
A Herdade da Açafa foi criada em 1199  por D. Sancho I, que a doou aos Templários como resposta às investidas Almóadas.  Integrava territórios da antiga Guidintesta hospitalária e prolongava-se até às terras da Idanha. Incluía a Herdade da Cardosa.
.
Os Cavaleiros Templários eram os mais vocacionados para a missão a executar na Beira Baixa: povoar e defender uma área potencialmente muito perigosa do ponto de vista militar.